# Dream (gruppo musicale statunitense)
Dream è stato un gruppo musicale pop rock/R&B statunitense attivo nel 1998-2003 e nel 2015-2016. Il maggior successo del girl group è stata la hit He Loves U Not, che ha riscosso un notevole successo a livello internazionale. Il gruppo ha pubblicato due album in studio negli anni duemila: It Was All a Dream (2001), prodotto dalla Bad Boy Entertainment di Puff Daddy ed entrato nel top ten della classifica statunitense, oltre a ottenere il disco di platino nello stesso anno e Reality (2003) per la Universal Music, che non eguagliò il successo del disco precedente e decretò lo scioglimento del gruppo.

## Discografia
Album
- 2001 – It Was All a Dream
- 2003 – Reality